# Japp-Klingemann-Reaktion
Bei der Japp-Klingemann-Reaktion handelt es sich um eine Namensreaktion in der Organischen Chemie, die nach ihren Entdeckern dem britischen Chemiker Francis Japp (1848–1925) und dem deutschen Chemiker Felix Klingemann (1863–1944) benannt wurde. Sie ist eine chemische Reaktion, die verwendet wird, um Arylhydrazone aus β-Ketoestern oder β-Ketosäuren und Aryldiazoniumsalzen herzustellen.

## Übersichtsreaktion
Bei der Japp-Klingemann-Reaktion reagieren ein Aryldiazoniumsalz und ein β-Ketoester zu einem Arylhydrazon und einem Carboxylat.

## Mechanismus
Im ersten Schritt wird der β-Ketoester durch ein Hydroxid-Ion deprotoniert. Danach ergibt eine nucleophile Addition des Enolats  an das Aryldiazoniumsalz eine Azoverbindung. Das Intermediat konnte in wenigen Fällen isoliert werden. Meist führt die basische Hydrolyse der Azoverbindung jedoch in situ  zu einer Tetraederzwischenstufe, die sich in eine Carbonsäure und ein Hydrazon-Anion zersetzt. Im letzten Schritt entsteht durch Umprotonierung das gewünschte Produkt Arylhydrazon.

## Verwendung
Durch Erhitzen der Produkte mit starker Säure entstehen analog der Fischer-Synthese Indole.